# Стјепан Црнота
Стјепан Црнота (итал. Stefano Cernotto, Раб, крај 15. века — Венеција, 1548) био је венецијански сликар. Према неким изворима био је хрватскога порекла. О његовом животу није било ништа познато до открића архивских докумената из 1902. године, у којима се појављује са различитим именом Стјепан или Стефан, и са различитим варијацијама презимена, али најчешће као Carneto, Carnietto, Carnetto, Cernota, Cernoto, de Cernotis, de Zernotis.

## Живот и каријера
Рођен је, скраја 15. века, на острву Рабу, тада под влашћу Венеције, од оца Франческа Црноте (итал. Francesco de Cernotis). У Венецији је стварао почев од 1530-тих година, као већ изграђенога сликара. О томе постоје подаци из 1530. године, по којима је у Венецији као признати сликар плаћао неки порез за своју супругу Марину, и подаци из 1533. године када је пред нотаром дао пуномоћје свом брату Бенедету Церноти свештенику цркве Светог Салватореа, којим га овлашћује за извршног и законског заступника. Међу члановима његове породице извори помињу и његовог брата Геролома, ослобођеног 27. јула 1496. године, након одлежане казне за убиство извесног Томаса ди Кристофора (итал. Tommaso di Cristoforo). 
Како је 1548. године у записнику „десетине” (ваљда црквене?) супруга Марина уписана као удовица, може се претпоставити да је Стјепан Црнота преминуо 1548. године.

## Ликовно стваралаштво
У Венције се Стјепан Црнота као уважени мајстор, бавио сликањем реалистичких призора који су били иновација у тадашњем венецијанском сликарству.

Од његових се дела, насталих под утицајем Тицијана и Паола Веронезеа истиче се слика: Изгон трговаца из храма, у Дуждевој палати. Слика је настала на основу овог записа из Јеванђеља по Матеју:
| „ | Исус уђе у Храм и протера све који су продавали и куповали у Храму. Мењачима испреврта столове и продавачима голубова клупе. Каже им: „Писано је: Дом ће се мој звати Кућа молитве, а ви је правите разбојничком пећином.” | ” |

Дуго времена, само су три слике приписане Црноти, које су настале као део пројекта Бонифација Веронезеа за кога је  радио и Андрија Медућић  (1510 до 1515 — 1563), познатији као Андрија из Задра. Пројект се односио на палату Camerlenghi. За једну од слика касније је открено да није Бонифацијева већ Црнотина јер је хебрејским словима на амблему писало Стефано. У то доба су познати сликари имали велики број наруџби, и како би их реализовали у задатим роквима они су ангажовали мање умешне или нешто познатије уметнике у свој радионици, тако да је по том обичају настала и ова слика. Бонифацио Веронезе вероватно није био у блиском сродству с великим Паолом Веронезеом, њихов надимак значи Вероњанин (из Вероне). Паоло се презивао Цалиари а Бонифацио де Питати. 
Данас знамо за педесетак Цернотиних радова. Многи радови су били приписивани Франческу Везалију (брату великог сликара Тицијана) као и Полидору де Ланциано(у), човеку из Абруза који је такође  радио за Бонифација Веронесеа, Тициана и његовог брата Францеска. Постоји евиденција по којој је Црнота радио за великога Тицијана 1520. године и да је највероватније био његов шегрт, пре него што је могао да постане Веронезеов.
Историчари уметости, након бројних истраживања у многим Цернотиним сликама препознају поред великог утицаја уметности Бонифација (што је уосталом било заједничко свим групама сликара који су радили са њим у палати Камерлинги), и доста елемената насталих под утицајем великана немачког сликарства, нарочито Дирера и Бартела Бехама.

## Галерија
- Лауреат песник  (1530-1548)
- Лауреат песник  (1530-1548)
- Мојсијево откриће (1530-1548)